# 丹佛机场站
丹佛机场站（英語：Denver Airport station）位于美国科罗拉多州丹佛市丹佛国际机场，是丹佛地区交通局(RTD)通勤铁路A线的东端终点站。丹佛机场站位于丹佛国际机场南端杰普逊航站楼下方，是一座尽头式车站，车站接入通勤铁路A线，距离离丹佛市中心有六站之隔，车站于2016年4月22日随A线的开通而投入使用。

## 车站结构

### 站厅
丹佛机场站站厅位于杰普逊航站楼1楼，站厅南端与站台相接，北端与公交车站相接，站厅中部设有与5楼机场出发层相接的自动扶梯和楼梯，站厅上方设有酒店与会议中心。站内设有交通问询服务台、自助值机柜台、行李托运处等服务设施，亦有屏幕展示机场航班实时动态。

### 站台
丹佛机场站为尽头式车站，站台北端与站厅相接。丹佛机场站现设有一座岛式站台，两个站台面，均接入通勤铁路A线。此外，既有站台的东侧还为远期接入其他线路预留了站场空间。